# Zwiotczające zapalenie rdzenia kręgowego
Zwiotczające zapalenie rdzenia kręgowego (ang. acute flaccid myelitis) – rzadka (poniżej 1 zachorowania na 1 mln mieszkańców) choroba neurologiczna o nieznanej etiologii, atakująca w szczególności istotę szarą rdzenia kręgowego, objawiająca się atrofią mięśni kończyn i częściowym lub całkowitym paraliżem, m.in. trudnościami z ruchem gałek ocznych, kontrolowaniem powiek, zwiotczeniem mięśni twarzy, problemami z przełykaniem, osłabieniem kończyn. Opisana w 2012 r., występuje u dzieci.